# Lista de rebatedores da Major League Baseball com 10 corridas impulsionadas em um jogo
No beisebol, uma corrida impulsionada ("run batted in" ou "RBI') é creditada ao rebatedor por cada corredor em base que marca uma corrida como resultado de sua ação, incluindo uma rebatida, escolha do defensor, fly de sacrifício, bunt de sacrifício, interferência do  receptor, um walk com bases lotadas ou  sendo atingido por bola com as bases lotadas. Um rebatedor também é creditado com uma corrida impulsionada quando rebate um home run. Dezesseis jogadores já conseguiram ao menos 10 corridas impulsionadas em jogo único  da MLB até o momento, o mais recente sendo Mark Reynolds do  Washington Nationals em 6 de julho de 2018.  Nenhum jogador conseguiu a proeza mais de uma vez em sua carreira e nenhum jogador jamais conseguiu mais do que doze em um jogo. Wilbert Robinson foi o primeiro jogador a rebater ao menos 10 RBIs em um único jogo, conseguindo 11 corridas pelo Baltimore Orioles contra o St. Louis Browns em 10 de Junho de 1892.
Até 2018, todos os times que tiveram um jogador atingindo tal marca venceram o jogo em que isto ocorreu. Estes jogos resultaram em outros recordes de jogo único devido à atuação altamente ofensiva. Robinson, por exemplo, também acumulou sete rebatidas neste mesmo jogo, estabelecendo um novo recorde da MLB que desde então foi empatado por apenas um jogador. Mark Whiten rebateu  quatro home runs para completar suas 12 corridas impulsionadas pelo St. Louis Cardinals em 7 de Setembro de 1993, empatando os recordes de jogos únicos em ambas categorias. Atingindo tal marca, se tornou um dos dois jogadores a rebater quatro home runs e conseguir 10 ou mais RBIs no mesmo jogo com Gennett sendo o segundo. Tony Lazzeri, Rudy York e Nomar Garciaparra rebateram dois grand slams durante seus jogos de 10 RBIs, empatando o recorde de mais  grand slams em um jogo. Norm Zauchin tem o menor número de corridas impulsionadas na carreira entre os jogadores que conseguiram 10 RBIs em um jogo com 159, enquanto Alex Rodriguez, com 2086, conseguiu mais do que qualquer outro jogador neste grupo e é o segundo nesta categoria na história da MLB.
Dos oito jogadores elegíveis para o Baseball Hall of Fame que rebateram ao menos 10 RBIs em um jogo, quatro foram eleitos e um foi eleito na primeira votação. Jogadores são elegíveis para o Hall da Fama se jogaram ao menos 10 temporadas da MLB, e estão aposentados por cinco temporadas ou falecido por ao menos seis meses. Estes requisitos deixam um jogador—Rodriguez—inelegível pois ainda é ativo, dois jogadores inelegíveis pois ainda estão vivos e jogaram nas últimas cinco temporadas e dois—Phil Weintraub e Zauchin—que não jogaram 10 temporadas.

## Jogadores

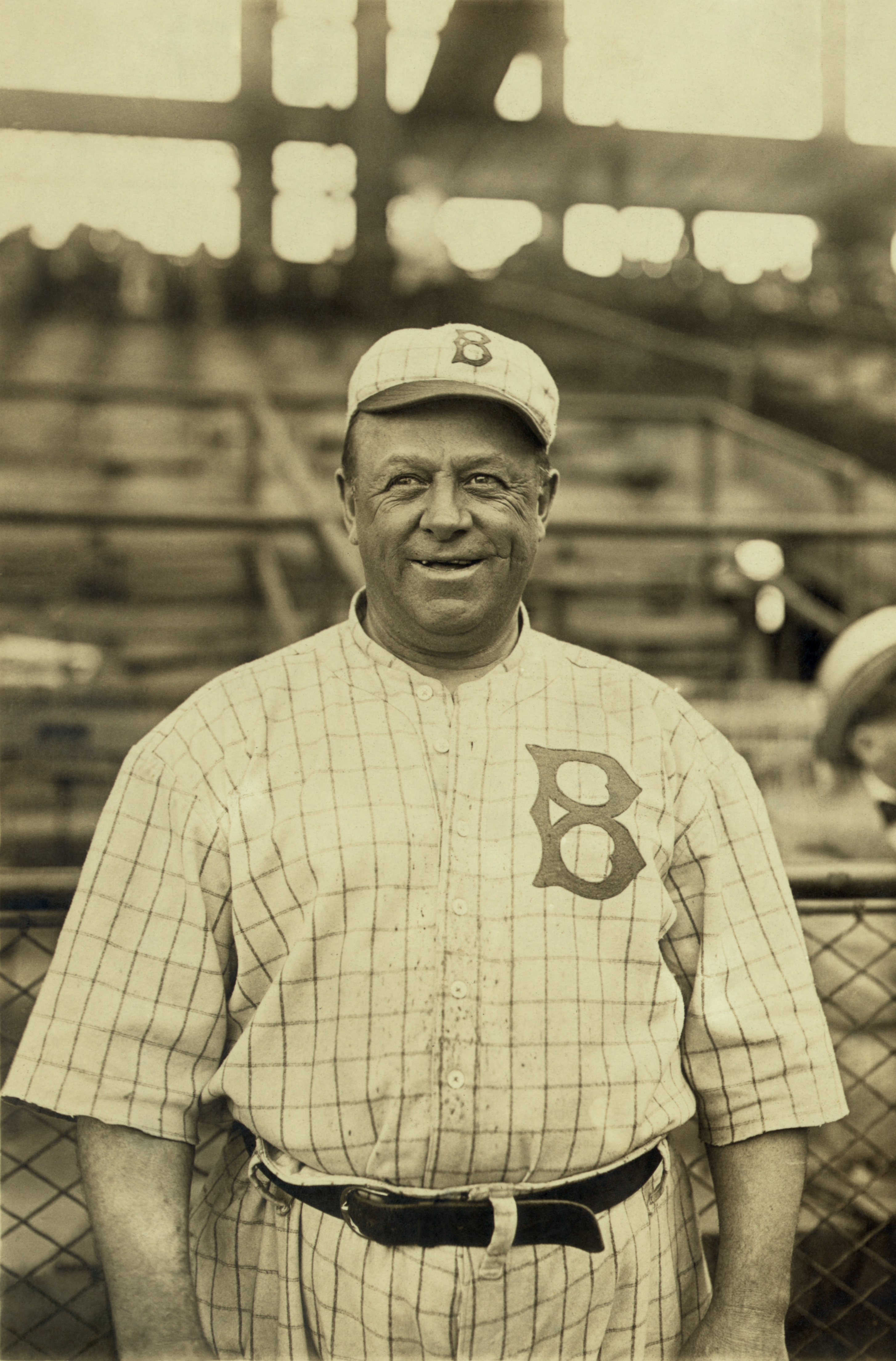
Wilbert Robinson foi o primeiro jogador a conseguir 10 RBIs em um jogo e também acumulou um recorde de sete rebatidas no mesmo jogo.

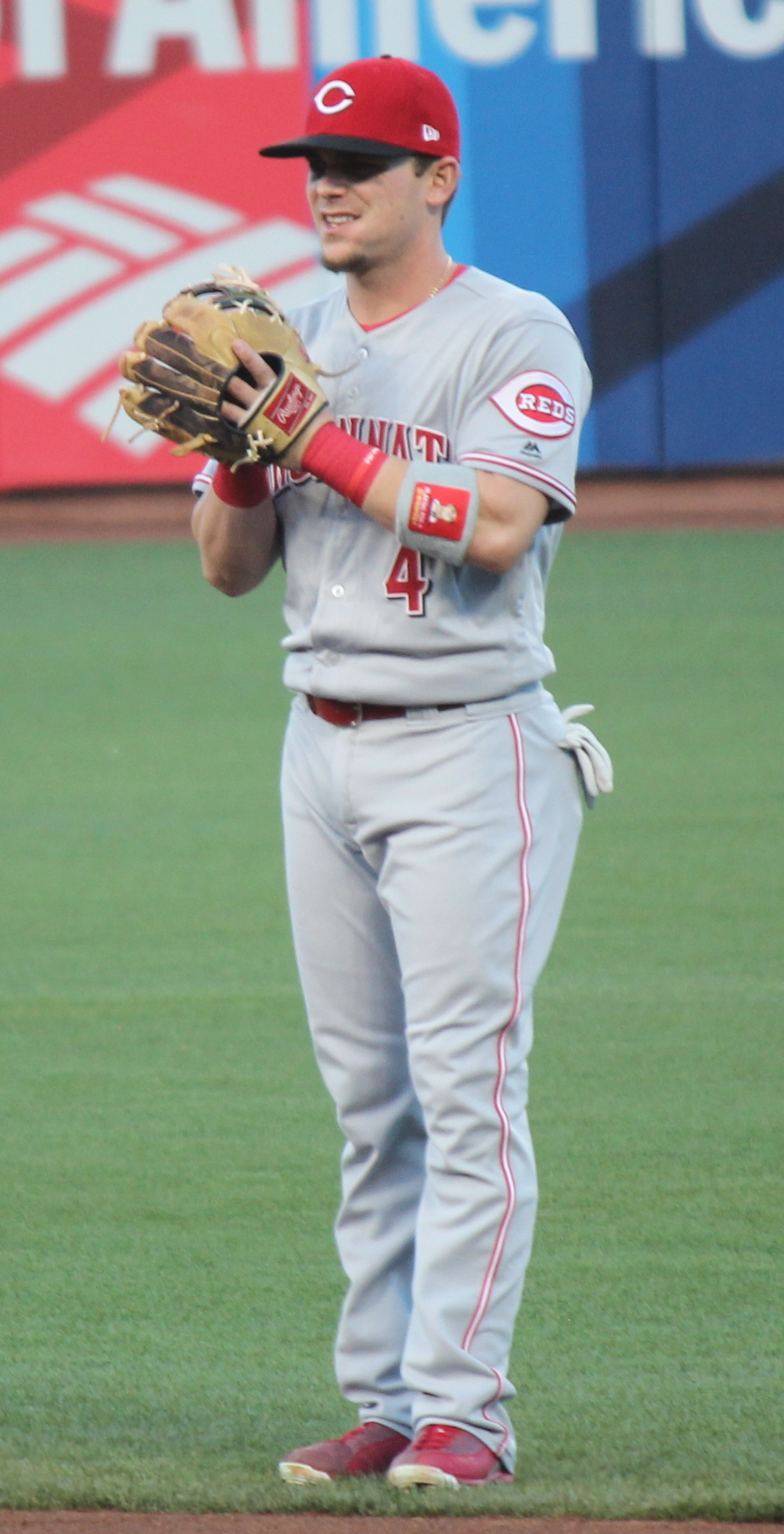
Scooter Gennett é o mais recente jogador a conseguir 10 RBIs em um jogo, alcançando o feito em 2017.

| Jogador          | Nome do jogador                                                   |
| Data             | Data do jogo                                                      |
| Time             | O time do jogador na época do jogo                                |
| Time oponente    | O time contra quem o jogador conseguiu 10 RBIs                    |
| Placar           | Placar final do jogo, com o time do jogador listado primeiramente |
| RBIs             | Número de RBIs que o jogador conseguiu                            |
| RBIs na carreira | Número de RBIs que o jogador conseguiu em sua carreira na MLB     |
| †                | Eleito para Baseball Hall of Fame                                 |
| ‡                | Jogador ainda ativo                                               |

| Jogador           | Data                   | Time                 | Time oponente          | Placar | RBIs | RBIs na carreira | Refs          |
| ----------------- | ---------------------- | -------------------- | ---------------------- | ------ | ---- | ---------------- | ------------- |
| Wilbert Robinson† | 10 de Junho de 1892    | Baltimore Orioles    | St. Louis Browns       | 25–4   | 11   | 722              | [ 5 ] [ 18 ]  |
| Jim Bottomley†    | 16 de Setembro de 1924 | St. Louis Cardinals  | Brooklyn Robins        | 17–3   | 12   | 1422             | [ 19 ] [ 20 ] |
| Tony Lazzeri†     | 24 de Maio de 1936     | New York Yankees     | Philadelphia Athletics | 25–2   | 11   | 1194             | [ 21 ] [ 22 ] |
| Phil Weintraub    | 30 de Abril de 1944    | New York Giants      | Brooklyn Dodgers       | 26–8   | 11   | 207              | [ 16 ] [ 23 ] |
| Rudy York         | 27 de Julho de 1946    | Boston Red Sox       | St. Louis Browns       | 13–6   | 10   | 1152             | [ 24 ] [ 25 ] |
| Walker Cooper     | 6 de Julho de 1949     | Cincinnati Reds      | Chicago Cubs           | 23–4   | 10   | 812              | [ 26 ] [ 27 ] |
| Norm Zauchin      | 27 de Maio de 1955     | Boston Red Sox       | Washington Senators    | 16–0   | 10   | 159              | [ 17 ] [ 28 ] |
| Reggie Jackson†   | 14 de Junho de 1969    | Oakland Athletics    | Boston Red Sox         | 21–7   | 10   | 1702             | [ 29 ] [ 30 ] |
| Fred Lynn         | 18 de Junho de 1975    | Boston Red Sox       | Detroit Tigers         | 15–1   | 10   | 1111             | [ 31 ] [ 32 ] |
| Mark Whiten       | 7 de Setembro de 1993  | St. Louis Cardinals  | Cincinnati Reds        | 15–2   | 12   | 423              | [ 33 ] [ 34 ] |
| Nomar Garciaparra | 10 de Maio de 1999     | Boston Red Sox       | Seattle Mariners       | 12–4   | 10   | 936              | [ 35 ] [ 36 ] |
| Alex Rodriguez    | 26 de Abril de 2005    | New York Yankees     | Los Angeles Angels     | 12–4   | 10   | 2074             | [ 37 ] [ 38 ] |
| Garret Anderson   | 21 de Agosto de 2007   | Los Angeles Angels   | New York Yankees       | 18–9   | 10   | 1365             | [ 39 ] [ 40 ] |
| Anthony Rendon‡   | 30 de abril de 2017    | Washington Nationals | New York Mets          | 23–5   | 10   | 243              | [ 41 ] [ 42 ] |
| Scooter Gennett‡  | 6 de junho de 2017     | Cincinnati Reds      | St. Louis Cardinals    | 13–1   | 10   | 190              | [ 43 ]        |
| Mark Reynolds‡    | 7 de julho de 2018     | Washington Nationals | Miami Marlins          | 18–4   | 10   | 851              | [ 44 ] [ 45 ] |